# Podolsze
Podolsze – wieś w Polsce, położona w województwie małopolskim, w powiecie oświęcimskim, w gminie Zator.

## Nazwa
Nazwę miejscowości w zlatynizowanej staropolskiej formie Podolsche villa wymienia w latach 1470–1480 Jan Długosz w księdze Liber beneficiorum dioecesis Cracoviensis.
| SIMC    | Nazwa     | Rodzaj     |
| ------- | --------- | ---------- |
| 0076871 | Grzybiące | przysiółek |
| 0076842 | Kraj      | część wsi  |
| 0076859 | Pastwisko | część wsi  |
| 0076865 | Podjarki  | część wsi  |
| 0076888 | Przeręb   | przysiółek |

## Historia
W latach 1470–1480 Jan Długosz w księdze Liber beneficiorum dioecesis Cracoviensis jako właściciela miejscowości podaje Mikołaja Myszkowskiego herbu Jastrzębiec.
Największa i najludniejsza wieś w gminie Zator, położona na lewym brzegu Skawy w pobliżu jej ujścia do Wisły. Założona w XIII w. W roku 1420 książę Kazimierz nadał wieś na mocy przywileju rycerzowi Rachwaldowi, prawdopodobnie pochodzenia niemieckiego, zobowiązując go do odbudowy wsi po pożarze. Od 1482 r. stanowiła własność Mikołaja Porębskiego, na przełomie XVI/XVII w. była w posiadaniu Myszkowskich, którzy w 1627 r. darowali ją klasztorowi Dominikanów w Krakowie. Po I rozbiorze sprzedana na licytacji jako dobra zakonne. Ostatnio, do 1939 r. była własnością Potockich. Ze względu na bogate zarośla wikliny i olszyny porastające brzegi Wisły i Skawy słynęła z wyrobów wikliniarskich. W książce B. Marczewskiego, czytamy: ,,W Podolszu wypiekają obwarzanki, wyplatają półkoszki i trudnią się łupaniem wikliny, którą Żydzi wykupują na pniu’’. Wydobywano tutaj również niskoprocentową rudę żelaza i wytapiano w dymarkach, których ślady napotkano w dolinie Skawy podczas eksploatacji żwiru. W sąsiedztwie wsi znajduje się duży kompleks stawów rybnych – Gospodarstwo Rybackie Przeręb, własność RZD w Zatorze. Przeręb wraz z Przeciszowem odkupili od Łucji Przerębskiej w II poł. XIX w. Wąsowiczowie, następnie przeszedł w posiadanie Potockich. Dworek z XIX w. zamieszkiwał ówczesny zarządca, obecnie mieszczą się tutaj biura oraz mieszkania. Stawy na Przerębie, wśród nich największe Pilawa i Leliwa, zrekultywowane w ostatnich latach są siedliskiem licznych stad łabędzi (w r. 1991 odnotowano 800 sztuk), kormoranów i ślepowronów podlegających ochronie. W pobliżu mostu na Wiśle wybudowano w ostatnich latach stopień wodny i port stanowiący fragment drogi wodnej łączącej południową Polskę, głównie Śląsk, z Bałtykiem.
W latach 1954-1960 wieś była siedzibą gromady Podolsze, po jej zniesieniu w gromadzie Zator.
W latach 1975–1998 wieś administracyjnie należała do województwa bielskiego.
W 1595 roku wieś położona w powiecie śląskim województwa krakowskiego była własnością Aleksandra Myszkowskiego.

## Demografia
Jest to największa i najludniejsza wieś w tej gminie (obok takich jak Graboszyce, Grodzisko, Laskowa, Łowiczki, Palczowice, Rudze, Smolice, Trzebieńczyce), ma ona powierzchnie 10,85 km 2 oraz ok. 1400 mieszkańców.

## Geografia
Podolsze to niewielka miejscowość leżąca w pobliżu wschodniego skraju Kotliny Oświęcimskiej, na lewym brzegu Skawy, w pobliżu jej ujścia do Wisły, w widłach obu tych rzek. Leży ona na wysokości ok. 226 m n.p.m., w województwie małopolskim, w gminie Zator. Od zachodu rozlewa się duży kompleks stawów rybnych, wśród nich największa Pilawa i Leliwa. Stawy są siedliskiem licznych stad łabędzi, kormoranów i ślepowronów podlegających ochronie.

## Gospodarka
Znajdują się tu m.in. obszerne plantacje wikliny.
Na terenie Podolsza znajdują się liczne kompleksy stawów rybnych, należących do Rybackiego Zakładu Doświadczalnego Instytutu Rybactwa Śródlądowego w Olsztynie, które należą do gospodarstwa rybackiego Przyręb, wraz ze stawami w Zatorze, Przeciszowie i Lesie. Oprócz Przyrębu jest jeszcze gospodarstwo rybne na Bugaju oraz w Spytkowicach. Kompleks tych stawów jest drugim w Polsce pod względem wielkości, po okolicach Milcza. Łącznie mają one około 1300 ha powierzchni, w około 200 stawach, w których jest prowadzona hodowla (głównie karpia konsumpcyjnego) i doświadczenia nad rybami słodkowodnymi (w Laskowej).
Do największych z Podolszańskich stawów należą: Pilawa (73 ha) i Leliwa (59,3 ha), których nazwy przypominają herby dawnych właścicieli. Pływają i latają tysiące kaczek w kilku gatunkach, łysek, perkozów, mew, rybitw, kurek wodnych i innych. Oprócz stawów hodowlanych, znajdują się tu jeziora należące do Polskiego Związku Wędkarstwa.

## Turystyka
Przez Podolsze biegnie żółty Szlak Zabytków Ziemi Oświęcimskiej, z Zatora do Oświęcimia. W Podolszu jest baza noclegowa w związku z zapotrzebowaniem ludzi przyjeżdżających do parków rozrywki w mieście sąsiadującym – Zatorze.